# Saint-Germain-sur-l'Arbresle
Pour les articles homonymes, voir Saint-Germain.
Saint-Germain-sur-l'Arbresle est une ancienne commune française, située dans le département du Rhône et la région Rhône-Alpes. Depuis 2013, elle fait partie de la commune de Saint-Germain-Nuelles.

## Géographie

### Communes limitrophes
| Le Breuil | Chessy                       |           |
| Bully     | Saint-Germain-sur-l'Arbresle | Châtillon |
|           | L'Arbresle                   | Nuelles   |

## Géologie
« Le territoire de Saint-Germain-sur-l'Arbresle repose sur les assises du trias, du jurassique inférieur et les dépôts des cailloutis des plateaux. Les terres cultivées sont, par suite, siliceuses, silico-argileuses et silico-calcaires. Elles contiennent des doses moyennes d'azote, d'acide phosphorique et de potasse. Le calcaire est abondant dans les couches oolithiques et de gryphées arquées et manque, en partie, partout ailleurs ».

## Histoire
Autrefois simple annexe de L'Arbresle, Saint-Germain-sur-L'Arbresle devient une commune indépendante en 1791, prenant pendant quelque temps sous la terreur le nom de "Barras-sur-l'Arbresle". Saint-Germain-sur-L'Arbresle est connue pour ses carrières situés au hameau "le Glay", où était extrait le calcaire jaune (à partir des XIe et XIIe siècles), ce qui donna le nom "Pays des Pierres dorées" à la région. 
L'activité des carrières de Glay ralentit après la guerre 1914-1918, avant de s'arrêter complètement avant le milieu du siècle, du fait de l'utilisation progressive du ciment et de l'arrivée du train qui permettait de se fournir ailleurs à moindre coûts. Village agricole (fruits et élevage) et viticole (appellation « Beaujolais »), Saint-Germain-sur-l'Arbresle a été choisi pour établir à la fin des années 1960 un centre de recherche et d'élevage unique en Europe. 
Le 1er janvier 2013, elle fusionne avec la commune voisine de Nuelles pour former la commune nouvelle de Saint-Germain-Nuelles dont elle constitue une commune déléguée jusqu'aux élections municipales de mars 2014.

## Héraldique
|  | Les armes de la commune de Saint-Germain-sur-l'Arbresle se blasonnent ainsi : D'azur à la fasce d'or bretessée et abaissée brochant sur une crosse d'évêque du même. |

## Politique et administration
| Période                                  | Période  | Identité             | Étiquette | Qualité |
| ---------------------------------------- | -------- | -------------------- | --------- | ------- |
| 1929                                     | 1935     | Claude Souzy         |           |         |
| 1935                                     | 1944     | Joannés Zaccarie     |           |         |
| 1944                                     | 1947     | Jean-Claude Zaccarie |           |         |
| 1947                                     | 1971     | Louis Giraud         |           |         |
| 1971                                     | 1983     | Henry Mayoussier     |           |         |
| 1983                                     | 1998     | Jean Couzon          |           |         |
| 1998                                     | 2012     | Daniel Di Rocco      | DVD       |         |
| 2012                                     | 2014     | Jean-Marc Cléchet    |           |         |
| 2014                                     | En cours | Noël Ancian          |           |         |
| Les données manquantes sont à compléter. |          |                      |           |         |

## Démographie
| 1962 | 1968 | 1975 | 1982 | 1990 | 1999  | 2004  | 2007  | 2009  |
| ---- | ---- | ---- | ---- | ---- | ----- | ----- | ----- | ----- |
| 558  | 629  | 694  | 822  | 942  | 1 123 | 1 264 | 1 329 | 1 329 |

NB : la population indiquée pour 2011 concerne Saint-Germain-Nuelles et non pas Saint-Germain-sur-l'Arbresle.

## Culture et patrimoine

### Lieux et monuments
- Les carrières d'Oncin ont été pendant cinq siècles, jusqu'en 1947[3], le lieu d'extraction d'une pierre calcaire jaunâtre utilisée pour les maisons, les églises, les châteaux ou les ouvrages d'art dans de nombreux villages de la région, à laquelle elle a donné son nom, les Pierres dorées.

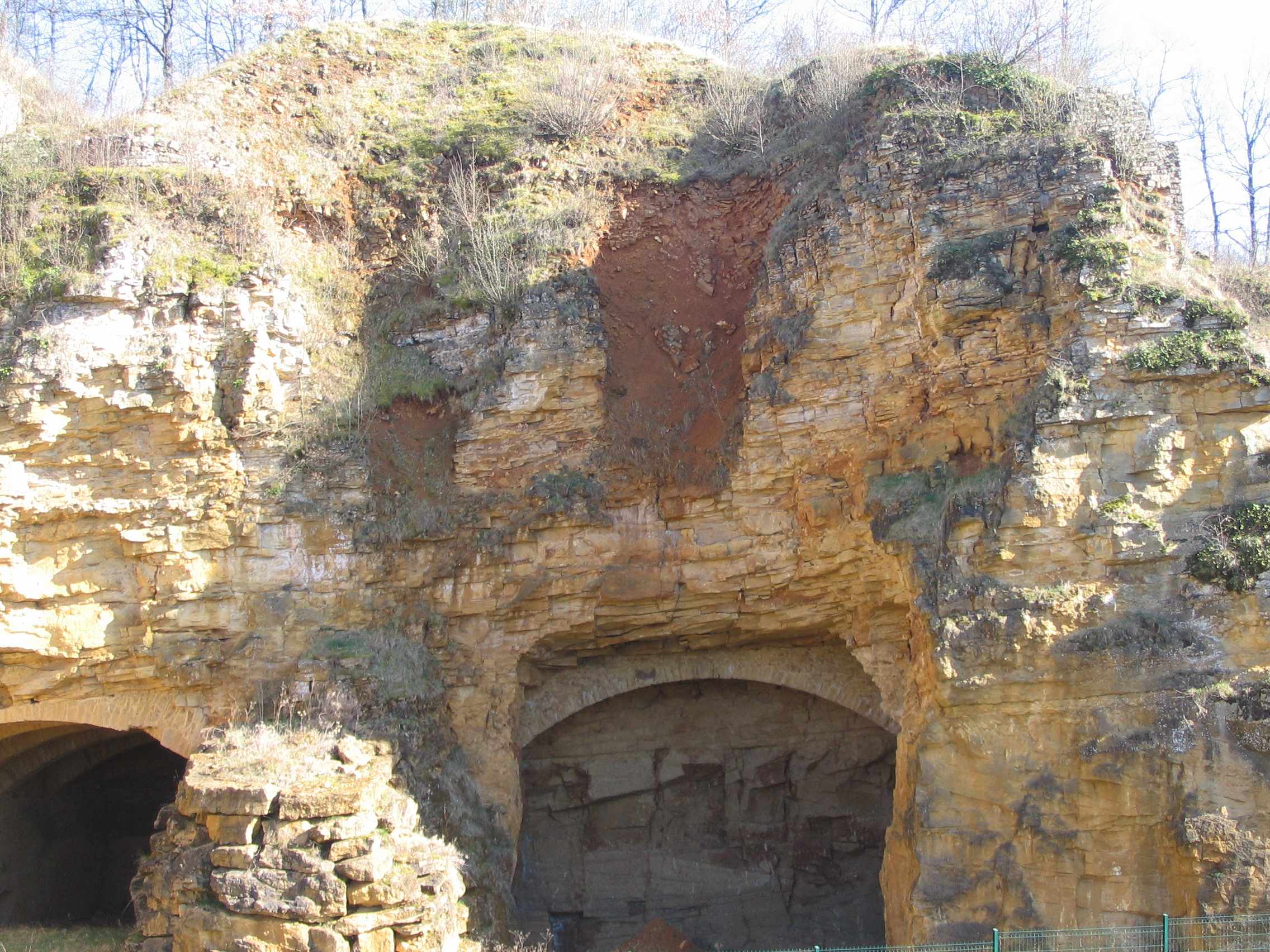
Carrières de Glay/Oncin (Rhône) - gros plan entrée de galeries.
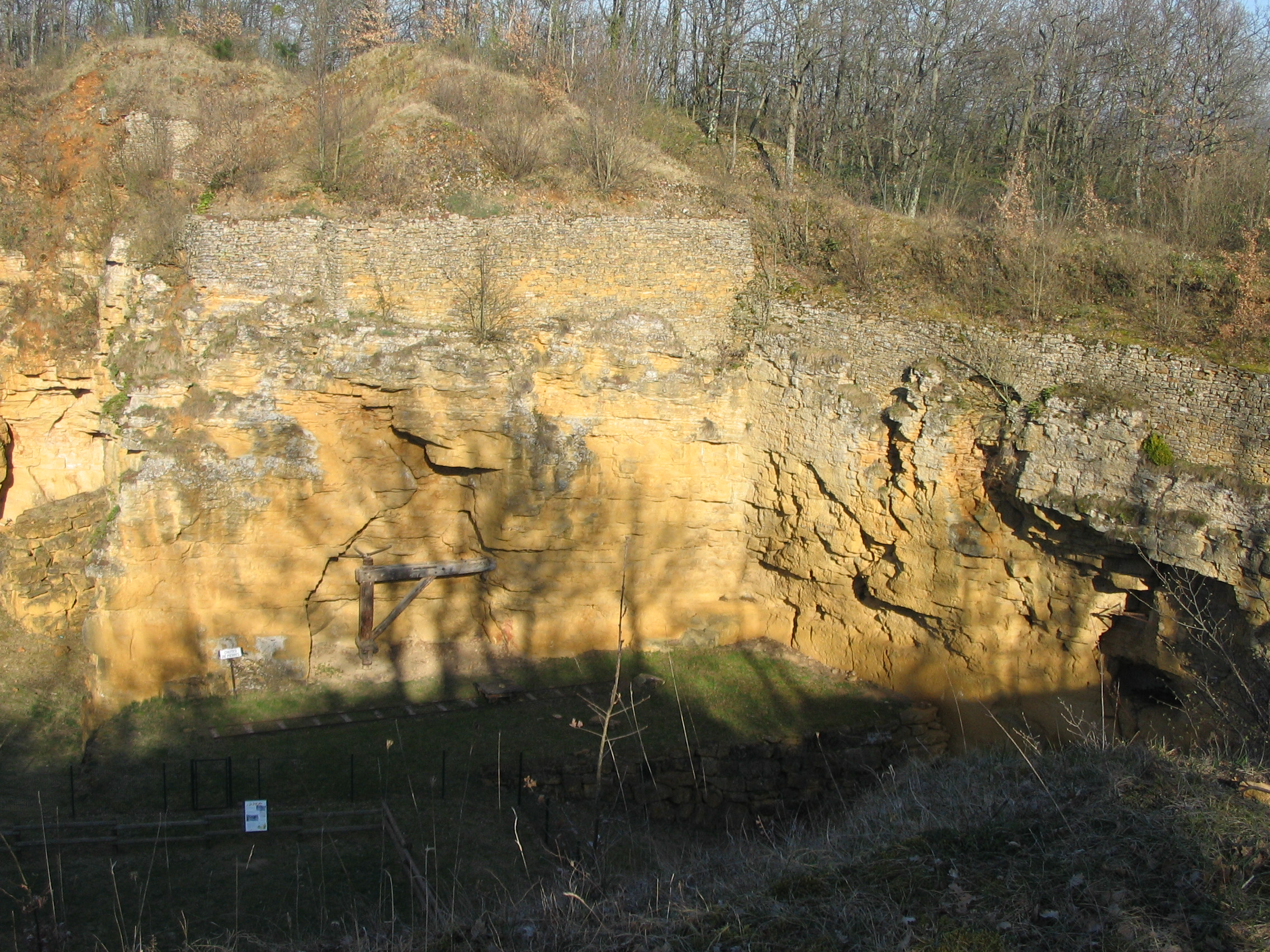
Carrières de Glay/Oncin (Rhône) - vue en plongée du site, avec restes de matériel d'extraction.

- L’église du village possède un chœur vouté avec nervures [1]. Datant du XIIe siècle, elle a été démolie en 1874 puis remplacée par l'église actuelle de style néo-gothique[3].